# Ksi
Ksi (Ξ en majúscules, i ξ en minúscules) és la catorzena lletra de l'alfabet grec. Es pronuncia ksi.
Té un valor numèric de 60.
La minúscula (ξ) s'usa com a símbol de:
- variable aleatòria.
- vector propi.

La majúscula (Ξ) és usada com a símbol de:
- Partícules en cascada en física de partícules.